# Messe de Minuit pour Noël

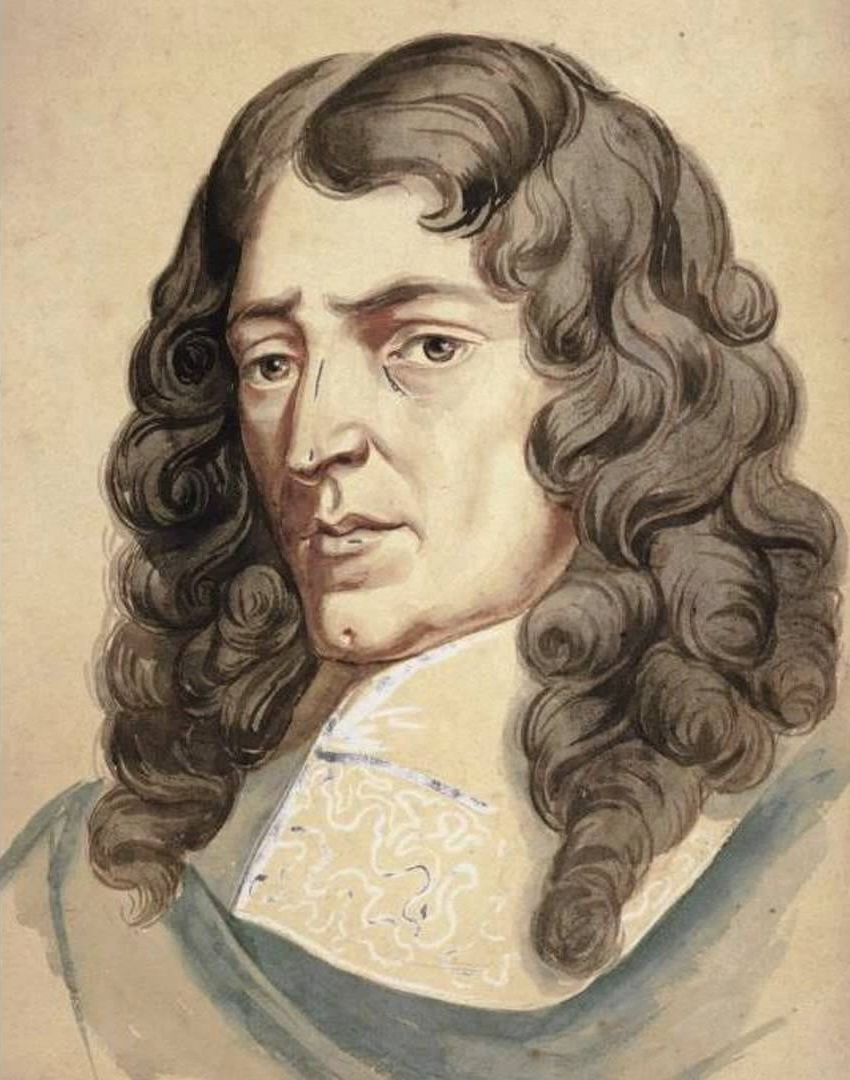
Marc-Antoine Charpentier

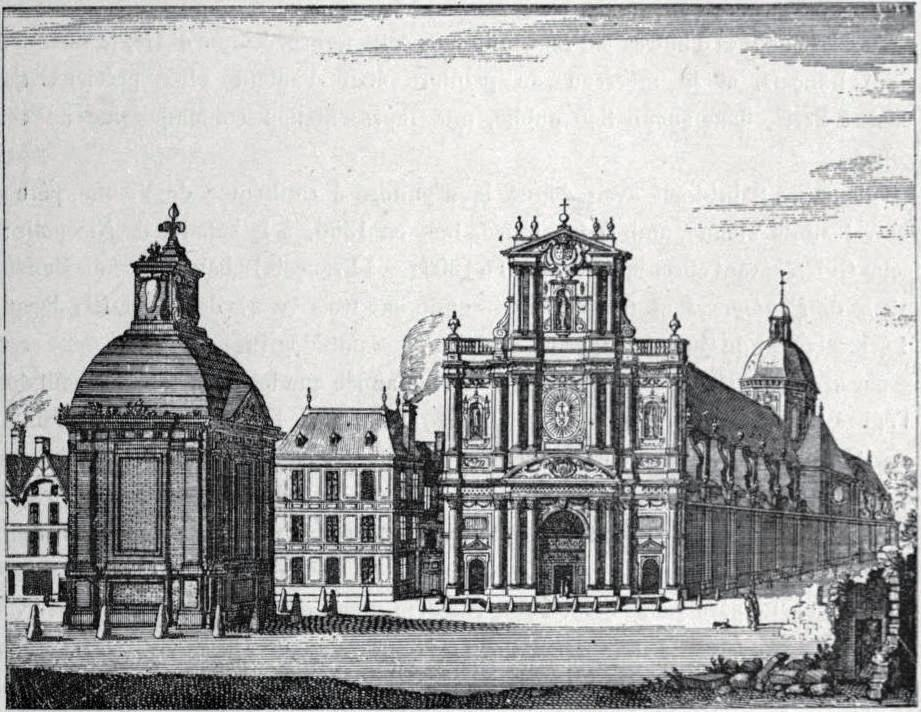
Kostel svatých Pavla a Ludvíka v roce 1679

Messe de Minuit pour Noël (česky Půlnoční mše vánoční, H.9) je mše (mešní ordinarium) od Marc-Antoine Charpentiera z roku 1694. Bez dalších mešních obřadů trvá takto provedené ordinarium 25 minut.

## Historie
Mše byla hrána poprvé o Vánocích 1694 v kostele svatých Pavla a Ludvíka v Paříži.
Originál partitury je uložen ve francouzské národní knihovně.

## Hudební předloha
Charpentier jako hudební předlohu použil melodie jedenácti francouzských vánočních koled.

## Části mše
1. Kyrie eleison, podle Joseph est bien marié, Christe eleison podle Or nous dites Marie a Une jeune pucelle
2. Gloria podle Les bourgeois de Chastre a od Quoniam tu solus podle Ou s'en vont ces guays bergers
3. Credo podle Vous qui désirez sans fin, od Crucifixus podle Voicy le jour solemnel de Noël a od Et Spiritum Sanctum... À la venue de Noël
4. Ofertorium podle Laissez paître vos bestes
5. Sanctus podle O Dieu que n'etois-je en vie
6. Agnus Dei podle À minuit fut fait un resveil

## Užití
Ačkoli se podle závěrů tridentského koncilu nemá při mši užívat světská hudba, platila benevolence v případě Vánočních koled. Sestavit celou mši podle již existujících, byť mírně upravených, melodií koled byl však originální Charpentierův nápad.
Mše je hrána o Vánocích při půlnočních mších, zejména ve Francii, ale i v dalších státech (Austrálie, Česká republika…).